# Turken in Europa
Turken hebben een diverse geschiedenis op het Europese continent. De huidige Turkse bevolking van Europa valt uiteen in vier groepen; Inwoners van het Europese deel van Turkije, inheemse Turkse volkeren van de Balkan, Oost-Europa en de Kaukasus, de gastarbeiders en hun nazaten in West-Europa, en asielzoekers uit Turkstalige landen. In totaal wonen er zo'n 36,5 - 37,5 miljoen Turkstaligen in Europa.

## Geschiedenis
De oorsprong van de Turken ligt in Centraal-Azië, in Zuid-Siberië, en het was van daar dat ze het eerst Europa bereikten, via de Euraziatische steppen. Deze nomadische Turkse volkeren waren Sjamanistisch, Boeddhistisch of Nestoriaans Christelijk en hun migratie over de Euraziatische steppe is mogelijk een belangrijke factor geweest in de Grote Volksverhuizing, die de Val van het West-Romeinse Rijk tot gevolg had.

### De eerste Turkse volkeren in Europa

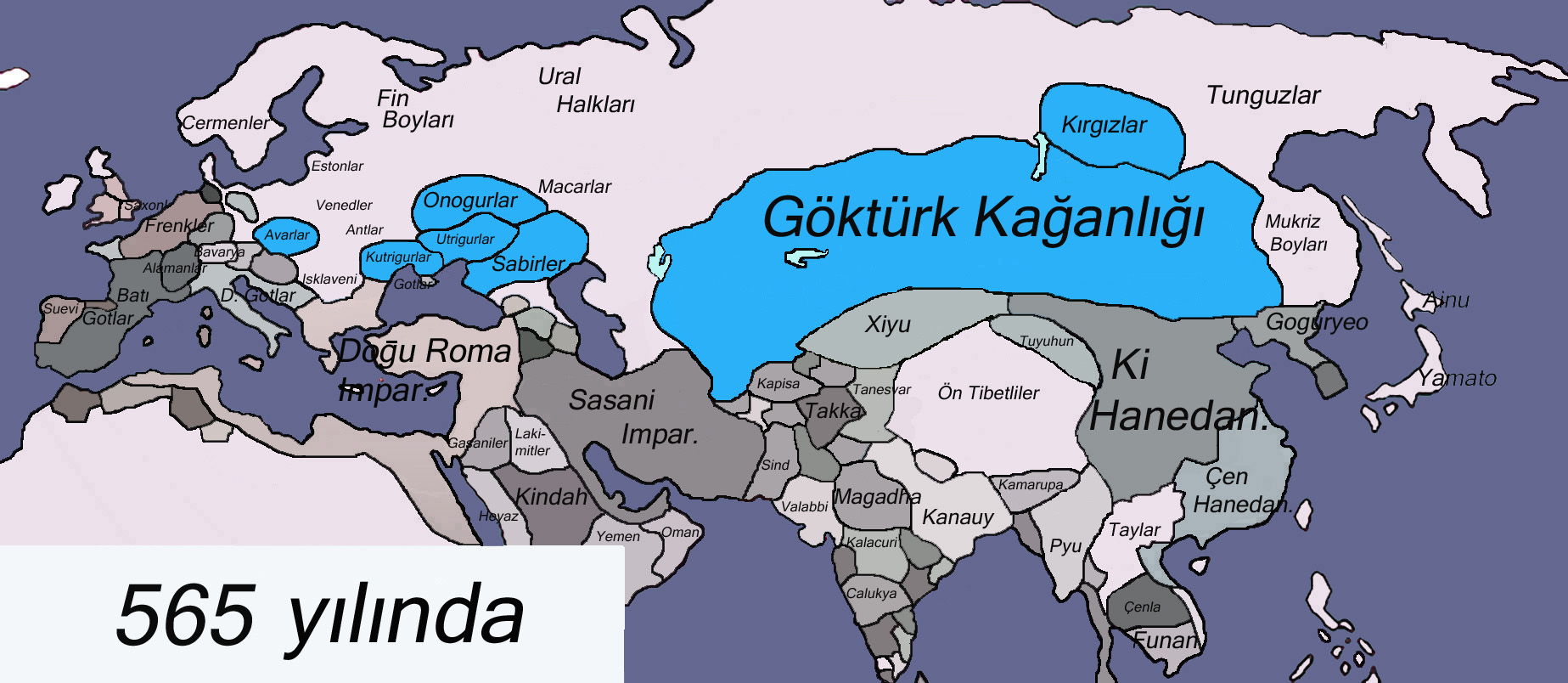
In het blauw de Turkse rijken in Eurazië rond 565 na Christus, met in Centraal-Europa de Avaren

De eerste Turkse volkeren die vanuit Centraal-Azië over de Euraziatische steppen het Europese continent bereikten waren naar alle waarschijnlijkheid de Hunnen. Na het uiteenvallen van het Europese rijk van de Hunnen bleven enkele Turkstalige kanaten over, die van de Avaren, Bulgaren en Khazaren Deze nomadische stammen vestigden zich voor het eerst in Oost-Europa rond 400 na Christus. Over de eeuwen verdween de Turkse taal grotendeels onder sommigen van deze volkeren, zoals de Bulgaren, die vermengden met de lokale Slavische bevolking.

### De komst van de Seltsjoeken en Ottomanen
Toen er rond 800 na Christus nieuwe spanningen ontstonden in Centraal-Azië trokken wederom grote groepen Turken richting het westen. De Seltsjoeken waren van hen een van de meest succesvolle dynastieën, die Perzië, het Midden-Oosten en Anatolië in rap tempo veroverden. Tegelijkertijd trokken andere Turkse volkeren vanuit Oost-Europa via de Kaukasus naar het Midden-Oosten, de mammelukken, zij dienen daar als huurlingen of slaven voor Arabische leiders. Sommigen van hen werden via de slavenhandel doorverkocht aan Europese handelaren. Zo arriveerden in de 14e eeuw de eerste Turkse moslims in Italië Na het uiteenvallen van het Seltsjoekse rijk door het Turks-Mongoolse leger van Dzjengis Khan ontstonden verschillende kleine Turkse landjes, waarvan de Ottomaanse uiteindelijk sterk genoeg bleek om het Oost-Romeinse Rijk te veroveren, met als hoofdstad Constantinopel. Met de groei van het Ottomaanse Rijk sloten steeds meer Turkse volkeren die al langer in Europa woonden, zoals de Krimtataren zich bij het rijk aan. Turkse handelaren uit het Ottomaanse Rijk arriveerden in de 15e of 16e eeuw voor het eerst in West-Europa in steden als Amsterdam, Antwerpen en Londen, zij zouden hier in de komende eeuwen handel blijven drijven.
De Turkse bevolking in Europa kende een hoogtepunt aan het eind van het Ottomaanse Rijk, toen enkele miljoenen Turken in de Balkan woonden. Deze bevolking in de Balkan kromp snel tijdens de verschillende Balkan oorlogen en de Krimoorlogen met Rusland. De miljoenen Turken die in de Balkan, de Krim en de Kaukasus woonden werden gedwongen te vertrekken. Veel van hen zijn omgekomen in de Balkan, gevlucht naar Anatolië, of zijn met de latere bevolkingsuitwisselingen naar Turkije overgeplaatst.

### De komst van de gastarbeiders

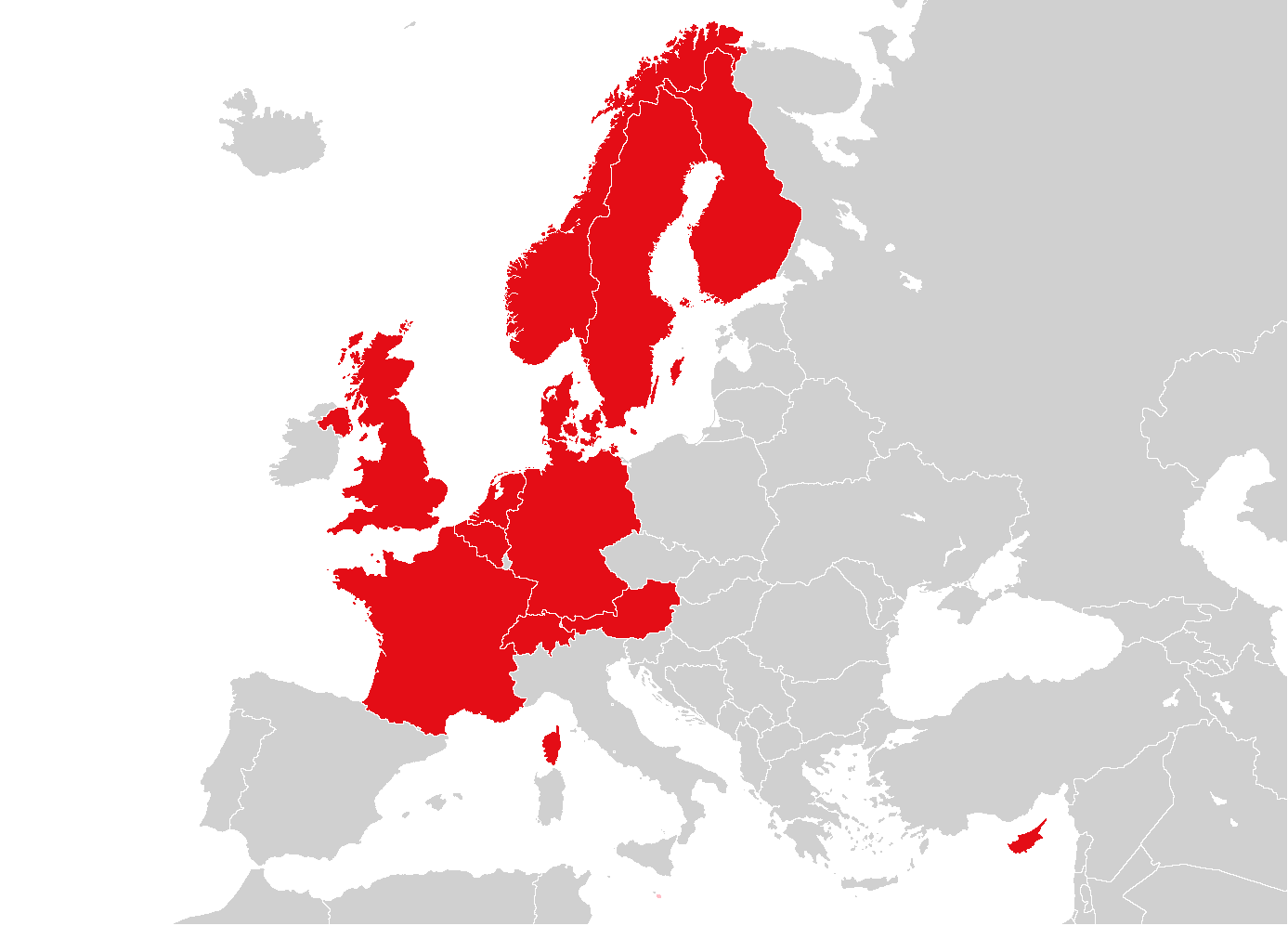
Europese landen die gastarbeiders uit Turkije haalden

De Turkse overheid voerde een beleid van modernisatie, onder andere van de landbouw. Hierdoor kwamen op het land veel arbeiders vrij, die echter niet door de nog beginnende industrie konden worden opgevangen. Deze mensen kwamen dus in de marginaliteit terecht.
Tegelijk groeide de economie van enkele West- en Noord-Europese landen erg snel. De industrie in die landen had daardoor juist een gebrek aan arbeiders. Vanaf de jaren '50 begonnen Turken daarom te emigreren naar Europa, waar zij zwaar werk deden voor lage lonen. Deze emigratie richtte zich aanvankelijk op Duitsland (zie Turken in Duitsland), maar later ook op andere Europese landen, zoals Nederland, België, Frankrijk, Oostenrijk, Zwitserland en Zweden (zie kaart rechts).
Deze emigratie werd gedeeltelijk actief georganiseerd door Europese bedrijven. Veel van de gastarbeiders kwamen echter ook op eigen initiatief (met een toeristenvisum) naar Europa en werden later geregulariseerd. Gezinshereniging voor de eerste generatie, en gezinsvorming voor de tweede generatie zorgen voor een grote influx van Turken in Europa. Sinds 1980 komen ook steeds meer Turkse staatsburgers (waaronder veel leden van niet-Turkse etnische minderheden) als asielzoekers naar Europa..

### Asielzoekers uit de voormalige Sovjet-Unie
Toen na de val van de Sovjet-Unie de economie van de Centraal-Aziatische republieken ineenstortte kwamen in Europa ook vluchtelingen uit deze landen aan, maar in kleine aantallen. Deze Turkssprekende asielzoekers, zoals Oeigoeren en Oezbeken vormen een hechte groep, die vaak ook in nauw contact staat met de lokale Turkse bevolking.

## Turken in het moderne Europa

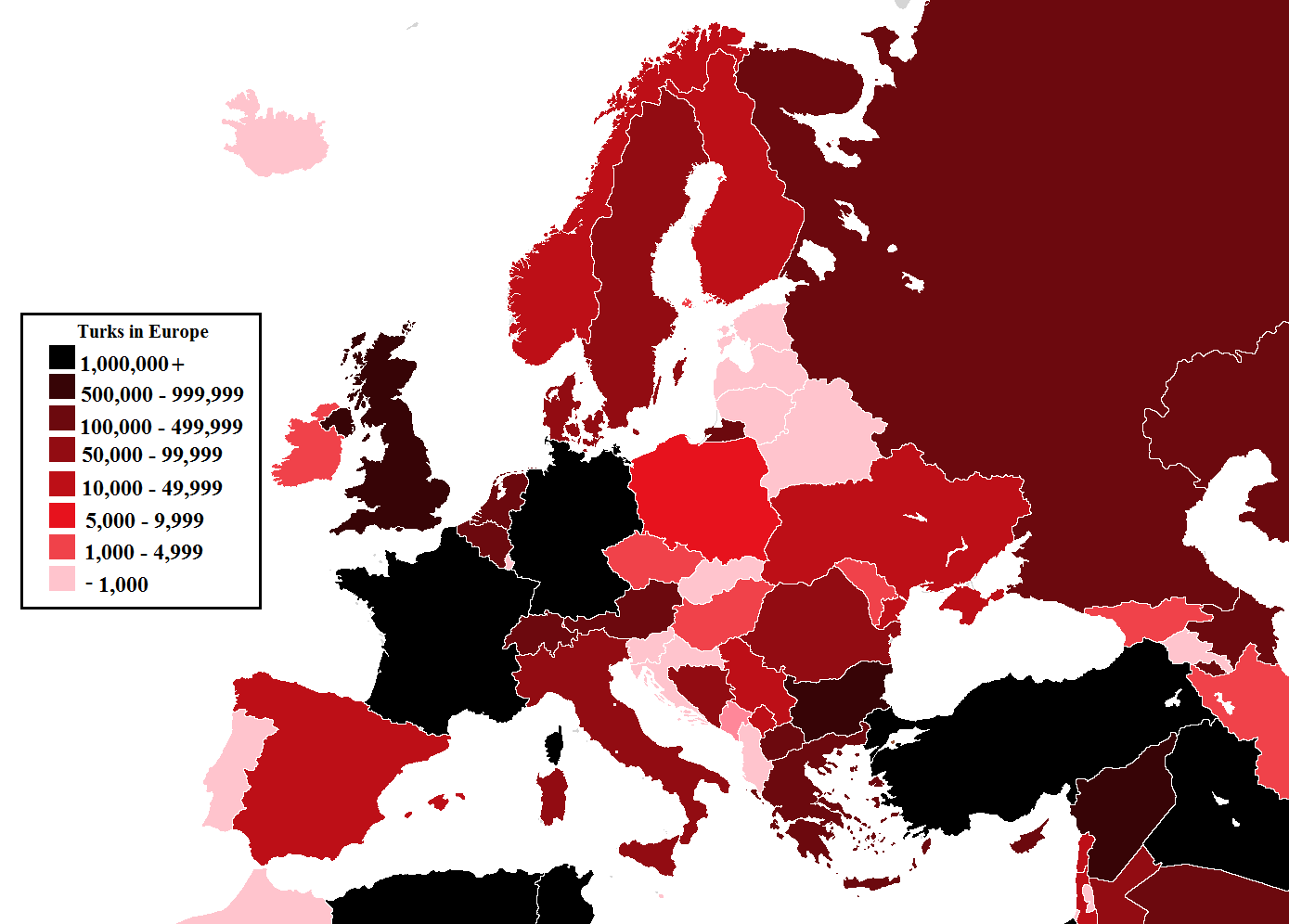
De verspreiding van Turken in het huidige Europa

Tegenwoordig leven Turken zeer verspreid over het Europese continent. De hoofdkernen zijn in het uiterste zuidoosten van Europa, en in het noordwesten van Europa. Sinds het toetreden van Bulgarije tot de EU zijn ook tienduizenden Bulgaarse Turken naar West-Europa gekomen. Zo'n 90% van de in Nederland aanwezige Bulgaren zijn van etnisch zigeunerse afkomst die Turkse taal kunnen spreken. Deze zigeuners werken voornamelijk voor Turken die al in Nederland woonden. Een recente ontwikkeling is dat steeds meer Turken van de eerste generatie teruggaan naar Turkije, en dat ook veel Turkse hogeropgeleiden ervoor kiezen om na hun studie naar Turkije te gaan.

### Turken in de Europese politiek
Turken zijn in veel nationale Europese parlementen vertegenwoordigd. Turken doen het vaak ook goed op lokale verkiezingen, zo zijn meer dan de helft van de allochtone gemeenteraadsleden in Nederland van Turkse afkomst Over het algemeen stemmen Europese Turken links, maar er zijn ook Turkse kandidaten voor Liberale en Christelijke politieke partijen. In het Europese parlement is 1 Turkse partij vertegenwoordigd: de liberale Beweging voor Rechten en Vrijheden, die de Turkse minderheid in Bulgarije vertegenwoordigt met 3 zetels.

### Bijdrage aan de Europese economie
Met de afbraak van de grote industrie in West-Europa raakten veel Turken werkloos. De oude droom om een eigen bedrijf te beginnen, wat voor veel van hen de reden was geweest om naar Europa te komen, werd steeds meer een noodzaak om werkloosheid te voorkomen. Met name in Nederland, Duitsland en België gingen steeds meer Turken ondernemen. In totaal waren er in 2010 in de EU zo'n 140.000 Turkse ondernemers actief. In Duitsland zijn meer dan de helft van de etnische ondernemers inmiddels van Turkse komaf. Zij verzorgen werk voor bijna een half miljoen mensen. Nederland wordt gezien als de bakermat van het Europese ondernemen van de Turken. De president van de vereniging voor Turkse ondernemers in Europa (UNITEE), met meer dan 10.000 leden, is dan ook een Nederlandse Turk Adem Kucu. Volgens oud-minister van buitenlandse zaken Maxime Verhagen leveren de Turkse Nederlanders een belangrijke bijdrage aan de Nederlandse economie. Europese bedrijven, met name Nederlandse, zijn de grootste investeerders in Turkije. Hierbij nemen de ondernemende en hogeropgeleide Turken uit Europa een belangrijke plaats in.

## Lijst van Europese landen naar etnisch Turkse bevolking
| Rang | Land                  | Aantal Turken                         | Aantal Turken 2 | Opmerkingen |
| ---- | --------------------- | ------------------------------------- | --------------- | --- |
| 1    | Turkije               | 11.773.000                            |                 | Inheemse bevolkingsgroep van het Europese deel van Turkije: Turken - Azeri - Turkmenen - Yörük - Chepni                                                 |
| 2    | Azerbeidzjan          | 9.243.500                             |                 | Inheemse bevolkingsgroep van het Europese deel van Azerbeidzjan: Azeri - Mescheten                                                                      |
| 3    | Rusland               | 5.500.000-6.000.000                   |                 | Inheemse bevolkingsgroepen van het Europese deel van Rusland: Wolga-Tataren - Tsjoevasjen - Basjkieren - Koemukken - Karaïm - Nogai - Azeri - Mescheten |
| 4    | Duitsland             | 2.900.000                             | 4.000.000       | Aantal is afhankelijk van wel of geen bezit van een Turks paspoort                                                                                      |
| 5    | Bulgarije             | 780.000                               | 1.300.000       | Inheemse bevolkingsgroep van Bulgarije: Turken (Bulgaarse Turken)                                                                                       |
| 6    | Kazachstan            | 860.000                               |                 | Inheemse bevolkingsgroep van het Europese deel van Kazachstan: Kazakken - Wolga-Tataren                                                                 |
| 7    | Frankrijk             | 520.000                               |                 | Ontstaan vanuit gastarbeidersprogramma |
| 8    | Verenigd Koninkrijk   | 455.000                               |                 | Ontstaan vanuit gastarbeidersprogramma |
| 9    | Nederland             | 404.500                               |                 | Ontstaan vanuit gastarbeidersprogramma |
| 10   | Georgië               | 352.000                               |                 | Inheemse bevolkingsgroepen van Georgië: Turken - Azeri - Mescheten                                                                                      |
| 11   | Oostenrijk            | 149.000                               |                 | Ontstaan vanuit gastarbeidersprogramma |
| 12   | Cyprus                | 268.000                               |                 | Inheemse bevolkingsgroep van Cyprus: Turken |
| 13   | Oekraïne              | 265.000                               |                 | Inheemse bevolkingsgroep van Oekraïne: Krimtataren - Karaïm                                                                                             |
| 14   | België                | 220.000                               |                 | Ontstaan vanuit gastarbeidersprogramma |
| 15   | Noord-Macedonië       | 200.000                               |                 | Inheemse bevolkingsgroep van Macedonië: Turken |
| 16   | Griekenland           | 147.000                               |                 | Inheemse bevolkingsgroep van Griekenland: Turken |
| 17   | Zwitserland           | 100.000                               |                 | Ontstaan vanuit gastarbeidersprogramma |
| 18   | Denemarken            | 68.000                                |                 | Ontstaan vanuit gastarbeidersprogramma |
| 19   | Zweden                | 86.000                                |                 | Ontstaan vanuit gastarbeidersprogramma |
| 20   | Roemenië              | 28.226                                | 58.000          | Inheemse bevolkingsgroep van Roemenië: Turken (Turken in Roemenië)                                                                                      |
| 21   | Bosnië en Herzegovina | 52.000                                |                 | Inheemse bevolkingsgroep van Bosnië: Turken |
| 22   | Kosovo                | 24.000                                |                 | Inheemse bevolkingsgroep van Kosovo: Turken |
| 23   | Servië                | 20.000                                |                 | Inheemse bevolkingsgroep van Servië: Turken |
| 24   | Italië                | 17.800                                |                 | |
| 25   | Noorwegen             | 18.770                                |                 | Ontstaan vanuit gastarbeidersprogramma |
| 26   | Finland               | 7.200                                 |                 | Inheemse bevolkingsgroep van Finland: Wolga-Tataren |
| 27   | Ierland               | 3.000                                 |                 | |
| 28   | Spanje                | 3.000                                 |                 | |
| 29   | Polen                 | 2.500                                 |                 | Inheemse bevolkingsgroep van Polen: Lipka-Tataren - Karaïm                                                                                              |
| 30   | Tsjechië              | 1.700                                 |                 | |
| 31   | Hongarije             | 1.700                                 |                 | |
| 32   | Moldavië              | 135.000                               |                 | Turken en Gagaoese Turken |
| 33   | Litouwen              | 1.000                                 |                 | Inheemse bevolkingsgroep van Litouwen: Karaïm |
| 34   | Luxemburg             | 450                                   |                 | |
| 35   | Kroatië               | 300                                   |                 | Inheemse bevolkingsgroep van Kroatië: Turken |
| 36   | Overige               | 500.000-1.000.000                     |                 | |
| -    | Totaal                | ongeveer tussen 36.550.000-37.500.000 |                 | |